# 阿翰
阿翰（1994年2月1日—），本名曾文翰，是一名出生臺灣花蓮縣的YouTuber
，以「阮月嬌」等虛擬自創角色爆紅至今。特色是將周遭常見的人事物形象化，以自己的生活為題材。

## 經歷
- 阿翰畢業於國立花蓮女子高級中學美術班、國立臺北藝術大學動畫學系。[來源請求]
- 2017年7月25日，在Facebook上傳「校慶突如其來的驚喜」影片，影片中模仿國中女生在園遊會叫賣：「三年三班手工薯條，超～級～好～吃！」成功勾起許多人以前的回憶而爆紅[2]。
- 2017年7月29日，開始在YouTube上成立頻道，發佈第一支獨立創作的影片，以模仿「算命阿姨」爆紅。[來源請求]
- 2019年11月4日，在臉書發文吐露，自己就讀國小時，人格特質遭受到霸凌的經驗。阿翰表示，他的國小班上幾位同學們，曾在他鉛筆盒上的火影忍者吊飾用立可白寫滿三字經。直到上國中時，輔導老師彭川耘告訴他:「你要去認識你原本最棒最美好的樣子，因為你是獨一無二的！」後來阿翰在許多朋友和老師支持鼓勵下，開始做自己喜歡的事，從此不怕別人的欺負，慢慢的找回自信[3]。
- 2022年4月13日，阿翰於YouTube上傳《算命阿姨 九天玄女之天女散花》，以算命阿姨角色廖麗芳為主角之影片，引起廣大迴響。不少機構以影片中「九天玄女降落」作為哏圖或宣傳內容，也吸引各大社群平台民眾爭相模仿，包含影片中所提及之地址（中華路二段55號，為一間當鋪），也意外爆紅。該當鋪亦發送爆米花，跟進此次風潮[4]。
- 2022年10月22日，於第57屆金鐘獎與藝人曾寶儀合作演出典禮開幕影片。其中致敬戲劇斯卡羅片段，阿翰生食豬腳情節讓許多觀眾吃驚，致敬茶金片段，標準的海陸客語亦讓人讚嘆[5]。
- 2022年10月29日，於第4屆走鐘獎入圍九項，為該屆最多入圍的創作者，並以《算命阿姨 九天玄女之天女散花》榮獲年度最佳影片獎以及《租不租？房東阿姨的極品套房》榮獲最佳戲劇獎[6]。

## 影片風格
影片內容早期為搞笑短劇為主，現採以每一個月更新，採用類戲劇的方式呈現，影片整體扎實、細緻。

## 活動
- 2017年10月27日，阿翰受動畫電影《可可夜總會》邀請至美國迪士尼舊金山灣區皮克斯動畫工作室總部[8]。
- 2019年，在中視、衛視中文台戲劇《想見你》中，客串演飾駭客「澟月」[9]。
- 2019年12月14日，受歌手徐佳瑩邀請，於2019歲末聯歡晚會擔任嘉賓，以著名自創角色「阮月嬌」穿著婚紗登台[10]。
- 2020年7月14日，與行政院合作，發佈《新華國小王莉萍的暑假重大計畫？！Ft.蘇貞昌院長》業務配合影片，以宣傳振興三倍券[11]。
- 2020年8月7日，與欸你這週要幹嘛成員Ariel、Shine等人，受歌手呂思緯邀請，合作拍攝2020年鼓鼓呂思緯【聽到請回答Connecting…】巡迴演唱會廣告影片[12]。
- 2021年1月，阿翰與網飛合作拍攝Netflix春節特別節目第2、4集廣告[13]。
- 2022年第57屆金鐘獎與曾寶儀合作拍攝開場影片[14]。

## 爭議

### 模仿莒光園地影片問題
由於阿翰發布影片偽莒光園地遭國防部抗議，衛生福利部疾病管制署副署長莊人祥表示，多部莒光園地影片為疾管署委託製作，雙方經良好溝通後，國防部將不會對阿翰等人提告，疾管署承諾，未來宣傳內容會更審慎處理。

## 電視劇
| 年代   | 電視             | 劇名           | 飾演     |
| ------ | ---------------- | -------------- | -------- |
| 2019年 | 中視、衛視中文台 | 《想見你》     | 駭客澟月 |
| 2022年 |                  | 《百萬人推理》 |          |

## 電影
| 年代   | 劇名           | 飾演     |
| ------ | -------------- | -------- |
| 2019年 | 《大三元》     | 小蛇     |
| 2023年 | 《本日公休》   | 國際巨星 |
| 2023年 | 《他馬克老闆》 |          |

## MV
| 日期   | 歌手 | 歌名     | 導演   |
| ------ | ---- | -------- | ------ |
| 2019年 | 蛋堡 | 《蜘蛛》 | 杜振熙 |

| 日期   | 歌手   | 歌名     | 導演     |
| ------ | ------ | -------- | -------- |
| 2025年 | 巴大雄 | 《舅媽》 | 池久宝正 |

## 獎項紀錄
| 年份   | 頒獎活動    | 獎項             | 提名／作品                                           | 結果 |
| ------ | ----------- | ---------------- | ---------------------------------------------------- | ---- |
| 2020年 | 第2屆走鐘獎 | 最佳新人獎       | 不適用                                               | 提名 |
| 2021年 | 第3屆走鐘獎 | 最佳戲劇腳本獎   | 阿翰po影片｜莒光園地 雨後的天空 ft.蔡哥              | 提名 |
| 2021年 | 第3屆走鐘獎 | 最佳導演獎       | 阿翰po影片｜莒光園地 雨後的天空 ft.蔡哥              | 提名 |
| 2021年 | 第3屆走鐘獎 | 最尬演技獎       | 阿翰po影片｜莒光園地 雨後的天空 ft.蔡哥              | 獲獎 |
| 2021年 | 第3屆走鐘獎 | 最佳特效獎       | 阿翰po影片｜戲說阿娟 萬年蛇王                        | 提名 |
| 2022年 | 第4屆走鐘獎 | 最佳影片獎       | 算命阿姨 九天玄女之天女散花                          | 獲獎 |
| 2022年 | 第4屆走鐘獎 | 最佳導演獎       | 算命阿姨 九天玄女之天女散花                          | 提名 |
| 2022年 | 第4屆走鐘獎 | 年度男創作者獎   | 算命阿姨 九天玄女之天女散花                          | 提名 |
| 2022年 | 第4屆走鐘獎 | 無情工商獎       | 想入霏霏 潘家最嚴厲的懲罰 害臊的洋玩意兒被發現了？！ | 提名 |
| 2022年 | 第4屆走鐘獎 | 最佳攝影獎       | 想入霏霏 潘家最嚴厲的懲罰 害臊的洋玩意兒被發現了？！ | 提名 |
| 2022年 | 第4屆走鐘獎 | 哈哈哈哈獎       | 欸！不要假裝不認識 熱情的同學西打                    | 提名 |
| 2022年 | 第4屆走鐘獎 | 最佳剪輯獎       | 新華國小新座位？！最討厭的隔壁同學                   | 提名 |
| 2022年 | 第4屆走鐘獎 | 最佳戲劇獎       | 租不租？房東阿姨的極品套房                           | 獲獎 |
| 2022年 | 第4屆走鐘獎 | 最會feat.獎      | 欸？！運動途中西打的驚喜巧遇 ft.ABAO 阿爆 阿仍仍     | 提名 |
| 2023年 | 第5屆走鐘獎 | 年度最佳影片獎   | 算命阿姨之金鐘獎開幕特輯 ft.曾寶儀、唐綺陽           | 提名 |
| 2023年 | 第5屆走鐘獎 | 年度個人創作者獎 | 算命阿姨之金鐘獎開幕特輯 ft.曾寶儀、唐綺陽           | 提名 |
| 2023年 | 第5屆走鐘獎 | 最佳導演獎       | 算命阿姨之金鐘獎開幕特輯 ft.曾寶儀、唐綺陽           | 提名 |
| 2023年 | 第5屆走鐘獎 | 最佳攝影獎       | 算命阿姨之金鐘獎開幕特輯 ft.曾寶儀、唐綺陽           | 提名 |
| 2023年 | 第5屆走鐘獎 | 最佳剪輯獎       | 算命阿姨之金鐘獎開幕特輯 ft.曾寶儀、唐綺陽           | 提名 |
| 2023年 | 第5屆走鐘獎 | 最會feat.獎      | 算命阿姨之金鐘獎開幕特輯 ft.曾寶儀、唐綺陽           | 提名 |
| 2023年 | 第5屆走鐘獎 | 最佳戲劇獎       | 戲說阿娟 性感虎王 捨不得說再見的虎王？！             | 獲獎 |
| 2023年 | 第5屆走鐘獎 | 最佳娛樂短影片獎 | 從美國回來不喜歡被定調的Gino                         | 獲獎 |
| 2023年 | 第5屆走鐘獎 | 無情工商獎       | 紳士淑女恰恰恰 最得體的第一現象                      | 提名 |

## 廣告
| 年份   | 名稱 |
| ------ | --- |
| 2020年 | 2020年鼓鼓呂思緯【聽到請回答Connecting…】巡迴演唱會                                                               |
| 2021年 | Netflix春節特別節目Ep.2【返校】之不可思議校園恐怖怪談 Netflix春節特別節目Ep.4【同學麥娜絲】失戀男子沮喪欲輕生？！ |

## 外部連結
- YouTube上的阿翰頻道（繁體中文）
- 阿翰的Facebook專頁（繁體中文）
- 阿翰的Instagram帳戶（繁體中文）
- 阿翰的新浪微博（简体中文）